# Ayumu Sasaki
Ayumu Sasaki (佐々木 歩夢?, Sasaki Ayumu; Yokosuka, 4 ottobre 2000) è un pilota motociclistico giapponese.

## Carriera

### Gli inizi
Comincia a correre in minimoto nella Daijiro 74 cup in Giappone e poi in altre competizioni nazionali. Corre nella Asia Talent Cup, giungendo quarto nel 2014 e primo nel 2015, mentre nel 2016 vince la MotoGP Rookies Cup. Fa apparizioni anche nella categoria Moto3 del campionato spagnolo Velocità. Nel 2016 debutta nella classe Moto3 del motomondiale, correndo in Malesia in sostituzione dell'infortunato Enea Bastianini sulla Honda NSF250R del team Gresini Racing. 

### Moto3
Nel 2017 corre con la Honda del team SIC Racing; il compagno di squadra è Adam Norrodin. Ottiene come miglior risultato un settimo posto in Australia e termina la stagione al 20º posto con 32 punti. Nel 2018 è pilota titolare in Moto3, corre per il team Petronas Sprinta Racing. Ottiene come miglior risultato un settimo posto in Austria e termina la stagione al 20º posto con 50 punti. In questa stagione è costretto a saltare il Gran Premio di Aragona per i postumi dell'incidente accorso nella gara precedente (frattura del polso sinistro). Nel 2019 rimane nello stesso team, con compagno di squadra John McPhee. Ottiene come miglior risultato un quinto posto in Argentina e termina la stagione al 20º posto con 62 punti.
Nel 2020 corre con la KTM RC 250 GP del team Tech 3; il compagno di squadra è Deniz Öncü. Ottiene un secondo posto nel Gran Premio di Teruel e conclude la stagione al 16º posto con 52 punti. Nel 2021 rimane nello stesso team. Nelle qualifiche del Gran Premio d'Italia, sul circuito del Mugello, rimane, suo malgrado, coinvolto nell'incidente che vede morire Jason Dupasquier. Ottiene un terzo posto in Aragona e chiude la stagione al nono posto con 120 punti. In questa stagione è costretto a saltare i Gran Premi di Germania e Olanda a causa di un trauma cranico rimediato nel precedente GP di Catalogna.
Nel 2022 passa al Max Racing Team con una Husqvarna FR250GP, il compagno di squadra è John McPhee. Dopo aver saltato alcune prove per infortunio, torna a gareggiare e vince il Gran Premio d'Olanda e quello in Austria, dopo aver dovuto scontare due long lap penalty. Resta in corsa per il titolo per buona parte del campionato, che chiude al quarto posto. Nel 2023 passa al team Liqui Moly Husqvarna Intact GP, il campagno di squadra è Collin Veijer. Chiude sul podio undici delle venti gare previste e si classifica secondo in campionato a soli sei punti da Masiá.

### Moto2
Per la stagione 2024, Sasaki passa alla Moto2 correndo per il team Correos Prepago Yamaha VR46, il compagno di squadra è Jeremy Alcoba. Un paio di infortuni rallentano l'ambientamento con la nuova categoria, tanto che Sasaki deve accontentarsi del ventiseiesimo posto in classifica finale nonché quinto tra gli esordienti.

## Risultati nel motomondiale
| 2016 | Classe | Moto  |  |  |  |  |  |  |  |  |  |  |  |  |  |  |  |  |     |  |  |  |  |  | Punti | Pos. |
| ---- | ------ | ----- |  |  |  |  |  |  |  |  |  |  |  |  |  |  |  |  | --- |  |  |  |  |  | ----- | ---- |
| 2016 | Moto3  | Honda |  |  |  |  |  |  |  |  |  |  |  |  |  |  |  |  | Rit |  |  |  |  |  | 0     |      |

| 2017 | Classe | Moto  |    |    |    |    |    |   |    |    |    |    |    |    |     |    |     |   |    |    |  |  |  |  | Punti | Pos. |
| ---- | ------ | ----- | -- | -- | -- | -- | -- | - | -- | -- | -- | -- | -- | -- | --- | -- | --- | - | -- | -- |  |  |  |  | ----- | ---- |
| 2017 | Moto3  | Honda | 11 | 20 | 18 | 15 | 19 | 8 | 16 | 15 | 17 | 15 | 18 | 18 | Rit | 16 | Rit | 7 | 12 | 13 |  |  |  |  | 32    | 20º  |

| 2018 | Classe | Moto  |   |    |    |    |    |    |     |    |    |    |   |    |     |     |    |   |    |    |    |  |  |  | Punti | Pos. |
| ---- | ------ | ----- | - | -- | -- | -- | -- | -- | --- | -- | -- | -- | - | -- | --- | --- | -- | - | -- | -- | -- |  |  |  | ----- | ---- |
| 2018 | Moto3  | Honda | 8 | 16 | 11 | 12 | 16 | 16 | Rit | 19 | 10 | 22 | 7 | AN | Rit | Inf | 20 | 9 | 10 | 18 | 11 |  |  |  | 50    | 20º  |

| 2019 | Classe | Moto  |     |   |     |    |    |     |   |    |   |    |    |   |     |    |     |    |   |     |    |  |  |  | Punti | Pos. |
| ---- | ------ | ----- | --- | - | --- | -- | -- | --- | - | -- | - | -- | -- | - | --- | -- | --- | -- | - | --- | -- |  |  |  | ----- | ---- |
| 2019 | Moto3  | Honda | Rit | 5 | Rit | 15 | 14 | Rit | 8 | 17 | 9 | 11 | 13 | 6 | Rit | 13 | Rit | 13 | 7 | Rit | 19 |  |  |  | 62    | 20º  |

| 2020 | Classe | Moto |    |    |     |    |    |     |     |    |    |   |    |   |    |    |    |  |  |  |  |  |  |  | Punti | Pos. |
| ---- | ------ | ---- | -- | -- | --- | -- | -- | --- | --- | -- | -- | - | -- | - | -- | -- | -- |  |  |  |  |  |  |  | ----- | ---- |
| 2020 | Moto3  | KTM  | 19 | 11 | Rit | 20 | 13 | Rit | Rit | 14 | 17 | 6 | 13 | 2 | 10 | 19 | 13 |  |  |  |  |  |  |  | 52    | 16º  |

| 2021 | Classe | Moto |     |   |   |   |   |   |     |     |     |   |     |    |   |    |    |   |   |    |  |  |  |  | Punti | Pos. |
| ---- | ------ | ---- | --- | - | - | - | - | - | --- | --- | --- | - | --- | -- | - | -- | -- | - | - | -- |  |  |  |  | ----- | ---- |
| 2021 | Moto3  | KTM  | Rit | 7 | 4 | 5 | 5 | 4 | Rit | Inf | Inf | 5 | Rit | 13 | 3 | 10 | 13 | 8 | 6 | 10 |  |  |  |  | 120   | 9º   |

| 2022 | Classe | Moto      |     |     |   |   |   |   |   |     |     |   |   |     |   |     |   |   |   |   |   |   |  |  | Punti | Pos. |
| ---- | ------ | --------- | --- | --- | - | - | - | - | - | --- | --- | - | - | --- | - | --- | - | - | - | - | - | - |  |  | ----- | ---- |
| 2022 | Moto3  | Husqvarna | Rit | Rit | 3 | 4 | 3 | 6 | 2 | Inf | Inf | 4 | 1 | Rit | 1 | Rit | 2 | 3 | 2 | 4 | 2 | 5 |  |  | 238   | 4º   |

| 2023 | Classe | Moto      |   |     |     |   |   |   |   |   |   |   |   |   |   |   |    |   |     |   |   |   |  |  | Punti | Pos. |
| ---- | ------ | --------- | - | --- | --- | - | - | - | - | - | - | - | - | - | - | - | -- | - | --- | - | - | - |  |  | ----- | ---- |
| 2023 | Moto3  | Husqvarna | 6 | Rit | Rit | 4 | 2 | 3 | 2 | 2 | 2 | 3 | 4 | 7 | 3 | 2 | 18 | 2 | Rit | 2 | 6 | 1 |  |  | 268   | 2º   |

| 2024 | Classe | Moto  |     |     |     |    |    |     |     |     |    |    |    |    |    |    |    |    |     |    |     |     |  |  | Punti | Pos. |
| ---- | ------ | ----- | --- | --- | --- | -- | -- | --- | --- | --- | -- | -- | -- | -- | -- | -- | -- | -- | --- | -- | --- | --- |  |  | ----- | ---- |
| 2024 | Moto2  | Kalex | Rit | Rit | Inf | NP | 22 | Rit | Rit | Rit | 24 | 21 | 21 | 12 | 16 | 19 | 16 | 21 | Rit | 13 | Inf | Inf |  |  | 7     | 26º  |

| 2025 | Classe | Moto  |    |    |    |     |     |    |    |     |    |    |   |     |    |  |  |  |  |  |  |  |  |  | Punti | Pos. |
| ---- | ------ | ----- | -- | -- | -- | --- | --- | -- | -- | --- | -- | -- | - | --- | -- |  |  |  |  |  |  |  |  |  | ----- | ---- |
| 2025 | Moto2  | Kalex | 23 | 18 | 19 | Rit | Rit | 20 | 17 | Rit | 19 | 15 | 9 | Rit | 13 |  |  |  |  |  |  |  |  |  | 11    |      |

| Legenda | 1º posto        | 2º posto            | 3º posto            | A punti      | Senza punti        | Grassetto – Pole position Corsivo – Giro più veloce |
| Legenda | Gara non valida | Non qual./Non part. | Ritirato/Non class. | Squalificato | '-' Dato non disp. | Grassetto – Pole position Corsivo – Giro più veloce |